# Ó
Ó, ó (O с акутом) — буква расширенной латиницы. Присутствует в алфавитах фарерского, венгерского, исландского, кашубского, польского, чешского, словацкого и лужицкого языков. Буква также используется в каталанском, ирландском, окситанском, португальском, испанском и вьетнамском как вариант буквы O. Может применяться и в английском языке, но только в заимствованиях.

## Использование

### Фарерский язык
Ó — 18-я буква фарерского алфавита. Может обозначать звуки /œ/ или /ɔuː/.

### Исландский язык
Ó — 19-я буква исландского алфавита. Обозначает звук /oṷ/.

### Польский язык
Ó — 21-я буква польского алфавита. Читается так же, как U. Разница между ними лишь историческая: через Ó обозначаются изначальные звуки [о], сравнительно недавно изменившиеся на [у] (в словообразовании и словоизменении часто чередуется с неизменившимся O: Kraków — w Krakowie, krakowski).

### Венгерский, чешский и словацкий языки
Ó — 25-я буква венгерского алфавита, 24-я буква чешского алфавита и 28-я буква словацкого алфавита. Обозначает звук /oː/ (долгое o).

### Кашубский язык
Ó — 23-я буква кашубского алфавита. Обозначает звук /o/. Также может обозначать /u/ в южных диалектах.

### Лужицкие языки
Ó обозначает звук /uʊ/ в верхнелужицком и /ɛ/ или /ɨ/ в нижнелужицком.

### Испанский, каталанский и португальский языки
Ó используется в испанском, каталанском и португальском языках для обозначения [o] под ударением, если место ударения не соответствует правилам по умолчанию. В каталанском языке также подчеркивает закрытый характер звука.

### Гэльский и ирландский языки
Ó — широко используется в ирландском языке, также известном как Gaeilge, где заменяет предлог «из». Используется также в мужских фамилиях, где заимствована от uaidh, что соответствует обозначению внука, в отличие от mac, обозначающего сына. Когда ирландские имена были англофицированы, эта Ó, часто встречавшаяся в именах, либо опускалась, либо перешла в обычную O.

### Вьетнамский язык
Во вьетнамском алфавите Ó обозначает O с восходящим тоном.

### Китайский язык
В пиньине Ó обозначает звук [o˧˥].